# Lisa Martinez
Pour les articles homonymes, voir Martinez.
Lisa Martinez, née le 13 juin 2000 à Montpellier, est une footballeuse française évoluant au poste de défenseur central.

## Carrière

### Carrière en club
Lisa Martinez joue au Montpellier Hérault Sport Club depuis l'âge de 11 ans. Championne de France des moins de 19 ans en 2018, elle fait ses débuts en première division lors de la saison 2018-2019 et signe son premier contrat professionnel le 19 juin 2019.
Le 8 septembre 2019, elle est prêtée aux Rangers, club de Scottish Women's Premier League jusqu'en janvier 2020. Malgré une blessure à la cheville, son prêt est prolongé pour six mois.
Elle signe au FC Metz, club de deuxième division, en juin 2020 ; le championnat est suspendu fin octobre 2020 à cause de la pandémie de Covid-19. En 2021 elle signe à l'ASJ Soyaux en D1 ; après 5 matchs, elle se blesse au genou droit (Rupture des ligaments croisés) contre le Dijon FCO le 2 octobre 2021. En juillet 2022, après sa rééducation, les Glasgow Rangers lui font signer un contrat jusqu’en juin 2024. Elle dispute notamment le deuxième tour de qualification de la Ligue des champions féminine de l'UEFA 2022-2023 contre Benfica` en septembre 2022. Elle fait un très bon début de saison et malheureusement se fait les ligaments croisés du genou gauche contre le Celtic à la 95e minute le 27 mars 2023. Elle revient en forme pour la seconde partie de saison et rentre pour son premier match le 4 février 2024 contre Dundee United, inscrivant son premier but. Après 2 ans passés aux Glasgow Rangers et après avoir remporté la Coupe de la Ligue écossaise 2024 ainsi que la Coupe d'Écosse 2024, Lisa Martinez revient en France en Première Ligue Arkema en signant à l'AS Saint-Étienne pour la saison 2024-2025.
En coupe de France l’AS Saint Etienne s'inclinera 2 à 1 en demi-finale contre le tenant du titre le PSG le 9 Mars 2025 à Saint Etienne après le temps additionnel.

### Carrière en sélection
Elle compte six sélections avec l'équipe de France des moins de 17 ans entre 2016 et 2017 et compte 17 sélections et 1 but en équipe de France des moins de 19 ans depuis 2017, dont cinq matchs en phase finale du championnat d'Europe des moins de 19 ans 2019 remportée par les Bleuettes.

## Palmarès

### En club
Montpellier HSC
- Challenge national féminin U19 Élite  (1)
  - Vainqueur : 2018.
- Challenge national féminin U19 Excellence (1)
  - Vainqueur : 2017

 Rangers FC
- Championnat d'Écosse
  - Vice-championne : 2024
- Coupe d'Écosse (1)
  - Vainqueur : 2024
  - Finaliste : 2023
- Coupe de la Ligue écossaise (2)
  - Vainqueur : 2022 et 2024

 AS Saint Etienne
- demi finaliste Coupe de France 2025 contre le tenant du titre PSG

### En sélection
France -19 ans
- Euro -19 ans
  - Vainqueur : 2019